# Sur (revistă)

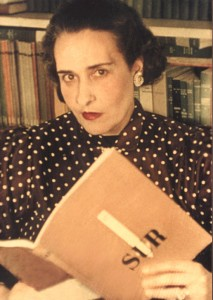
Criticul literar Victoria Ocampo și un exemplar al revistei sale, SUR.

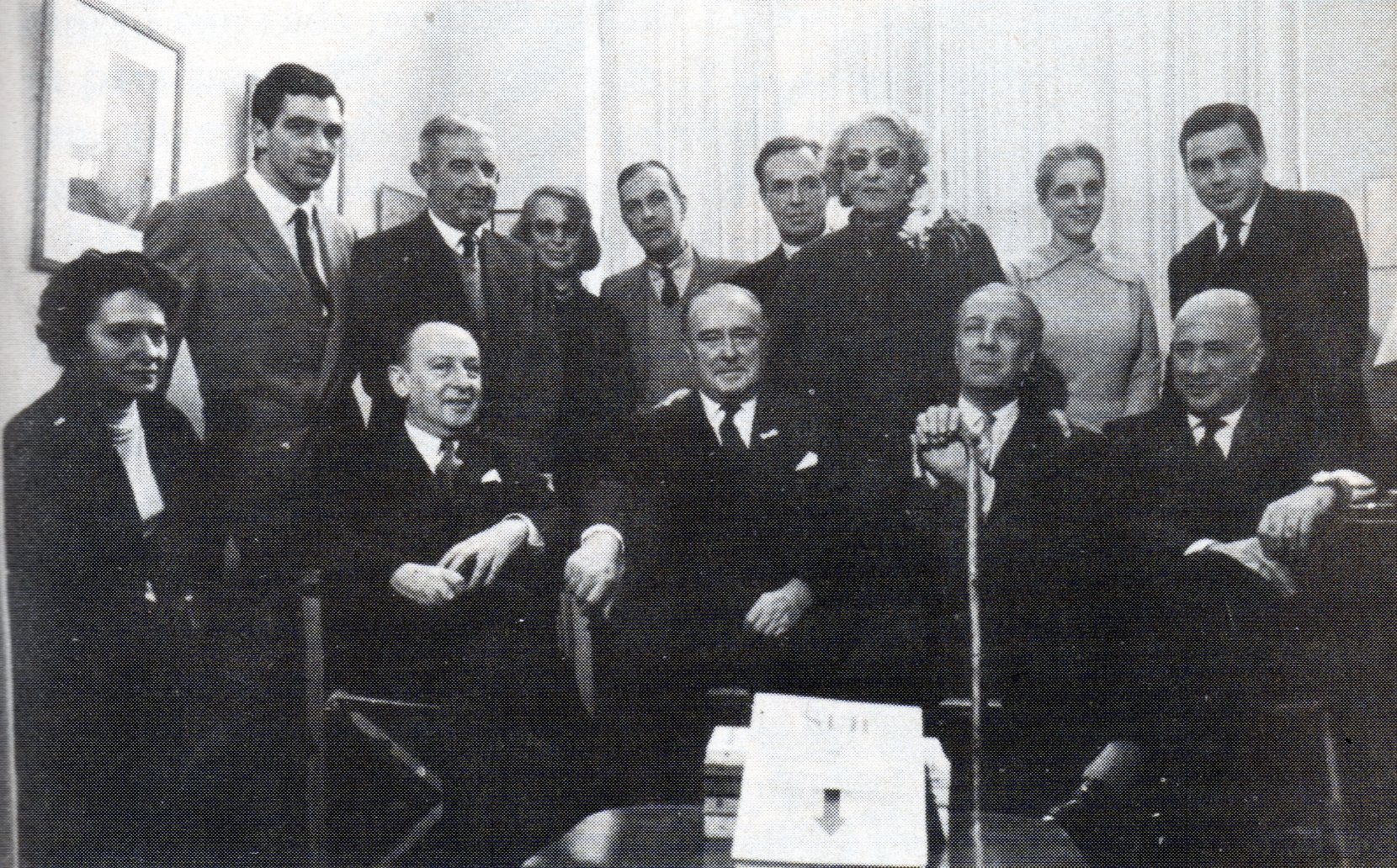
Victoria Ocampo împreună cu echipa de redacție a revistei, printre care Silvina Ocampo, Adolfo Bioy Casares, Jorge Luis Borges, Alicia Jurado și Enrique Pezzoni

Sur (în traducere „Sud”) a fost o revistă literară fondată de scriitoarea Victoria Ocampo și publicată la Buenos Aires între anii 1931 și 1970. Ea a devenit o revistă emblematică a Argentinei.

## Istoric și profil
Sur a fost publicată pentru prima dată în vara anului 1931, cu ajutorul unei echipe multidisciplinare de colaboratori, printre care traducătoarea Pelegrina Pastorino. Fondatoarea și principala finanțatoare a revistei a fost Victoria Ocampo, care a fost susținută din punct de vedere intelectual de filozoful spaniol José Ortega y Gasset. Multe dintre cele mai vechi ediții ale Sur conțin colofonul Revista de Occidente a lui Ortega. Consiliul său de redacție era format din Jorge Luis Borges, Eduardo J. Bullrich, Oliverio Girondo, Alfredo Gonzalez Garaño, Eduardo Mallea, Maria Rosa Oliver și Guillermo de Torre. 
Încă de la începuturile sale, revista a avut printre colaboratori personalități de prim rang atât argentiniene, cât și străine. Au colaborat, printre alții, Jorge Luis Borges, Adolfo Bioy Casares, José Bianco, Waldo Frank, Walter Gropius, Alfonso Reyes Ochoa, José Ortega y Gasset, Pedro Henríquez Ureña, Octavio Paz, Jules Supervielle, Ramón Gómez de la Serna, Eduardo Mallea, Ernesto Sabato, Federico García Lorca, Gabriel García Márquez, Gabriela Mistral, Silvina Ocampo și Pablo Neruda. Printre secretarii de redacție s-au aflat Guillermo de Torre, José Bianco, Silvina Ocampo, Raimundo Lida, Ernesto Sabato, Maria Luisa Bombal, Pelegrina Pastorino, Nicolas Barrios Lynch și Enrique Pezzoni.
Editura Sur a editat cărți scrise de Federico Garcia Lorca, Eduardo Mallea, Juan Carlos Onetti, Alfonso Reyes Ochoa, Horacio Quiroga, Adolfo Bioy Casares, Aldous Huxley, Carl Gustav Jung, Virginia Woolf, Vladimir Nabokov, Jean-Paul Sartre, Jack Kerouac și Albert Camus.
Ultimul număr al revistei a fost publicat în 1970.